# Tejada, Burgos
Tejada, Burgos là một đô thị trong tỉnh Burgos, Castile và León, Tây Ban Nha. Đô thị này cách thủ phủ 55 km, diện tích 22,74 km², dân số 39 người (INE 2007) và mật độ là 1,72 người/km².